# Askeladden

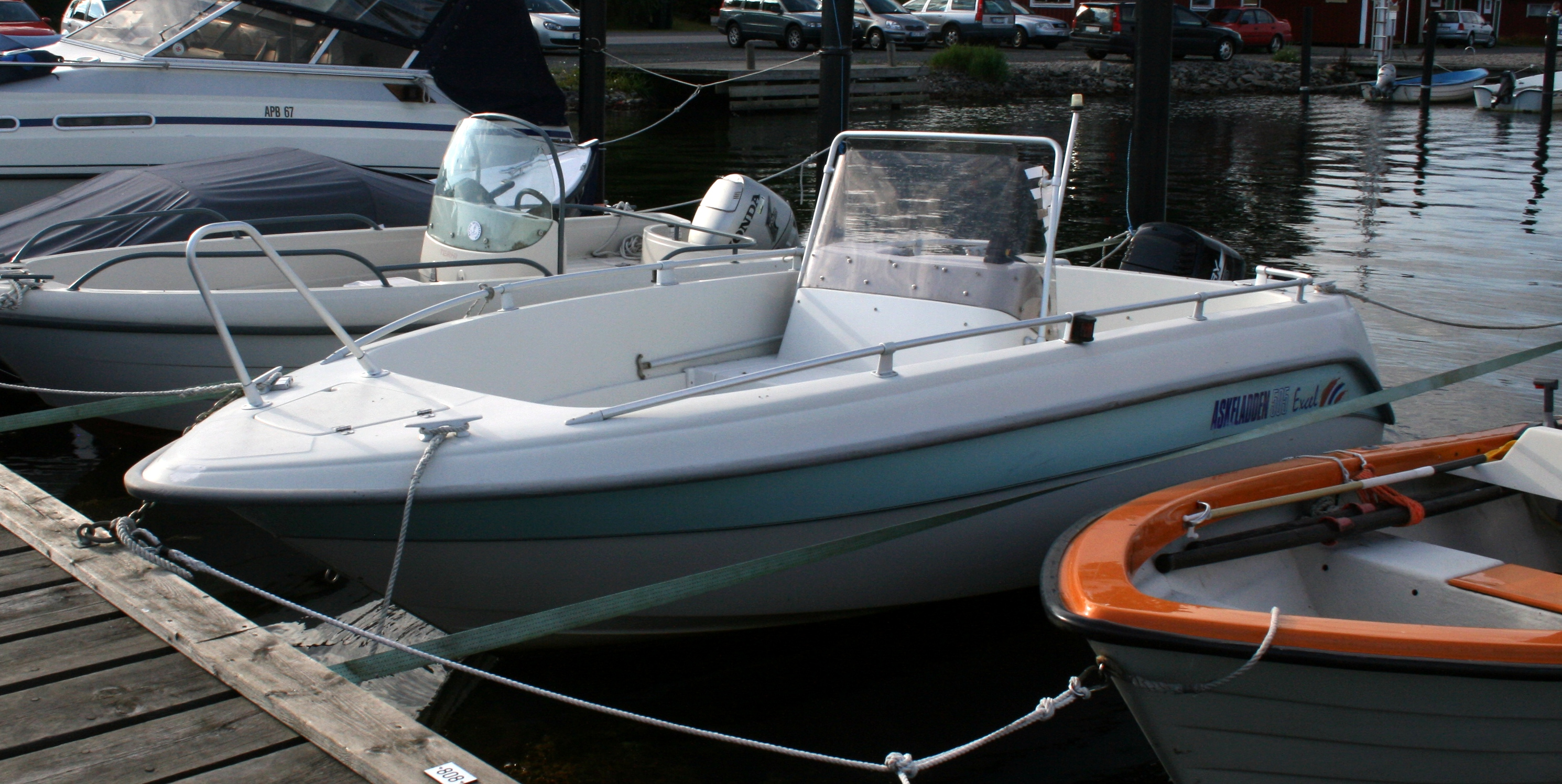
Askeladden styrpulpetbåt.

Askeladden är ett norskt märke av fritidsbåtar som under åren omfattat såväl motorbåtar som mindre, öppna segelbåtar, i storlekarna 14 till 32 fot. Askeladden-båtarna tillverkas sedan 1957 av Henrik J. Askviks Sønner A/S i Os utanför Bergen, som byggt båtar sedan början av 1900-talet.
Segelkombi-varianterna Askeladden 14 och 16 fot tillverkades cirka 1964-1983. Askeladden 14 och 16 är en kombibåt vilket innebär att den kan användas som såväl segelbåt, roddbåt och motorbåt. Båtarna kan seglas med fock, genua och spinnaker.  I början av 1980-talet hade det tillverkats över 10.000 exemplar av Askeladden 14.
Efter ekonomiska problem övertogs en tredjedel av bolaget av amerikanska Brunswick Corporation under våren 2009. Brunswick är världens största tillverkare av fritidsbåtar och äger sedan tidigare de svenska båtmärkena Uttern och Örnvik. Bland Brunswicks övriga varumärken märks exempelvis Bayliner, Sea Ray och Trophy, samt på båtmotorsidan Mercury, Mariner och Mercruiser.
2011 flyttade Askeladden all produktion från Os i Norge, till Polen.